# Coupe d'Asie des nations de football 1996
Navigation
Coupe d'Asie 1992 Coupe d'Asie 2000
La Coupe d'Asie des nations 1996 a lieu aux Émirats arabes unis du 4 au 21 décembre 1996. Elle est remportée par l'Arabie saoudite qui bat les Émirats arabes unis en finale aux tirs au but.

## Les stades
La compétition s'est déroulée dans 3 stades :
- Stade Sheikh Zayed, Abou Dabi
- Stade Al-Maktoum, Dubaï
- Stade Tahnoun Bin Mohamed, Al Ain

## Les arbitres
- Saad Al-Fadhli
- Gamal Al-Ghandour
- Jamal Al Sharif
- Abdul Rahman Al-Zeid
- Ali Bujsaim
- Jun Lu
- Shamsul Maidin
- Charles Massembé
- Jalal Moradi
- Mohd Nazri Abdullah
- Masayoshi Okada
- Pirom Un-Prasert
- Kim Young-Joo

## Premier tour

### Groupe A
| Groupe A |                     |     |   |   |   |   |    |    |      |
|          | Équipe              | Pts | J | G | N | P | BP | BC | Diff |
| 1        | Émirats arabes unis | 7   | 3 | 2 | 1 | 0 | 6  | 3  | +3   |
| 2        | Koweït              | 4   | 3 | 1 | 1 | 1 | 6  | 5  | +1   |
| 3        | Corée du Sud        | 4   | 3 | 1 | 1 | 1 | 5  | 5  | 0    |
| 4        | Indonésie           | 1   | 3 | 0 | 1 | 2 | 4  | 8  | -4   |

| 4 décembre  | Émirats arabes unis | 1 | 1 | Corée du Sud |
|             | Koweït              | 2 | 2 | Indonésie    |
| 7 décembre  | Émirats arabes unis | 3 | 2 | Koweït       |
|             | Corée du Sud        | 4 | 2 | Indonésie    |
| 10 décembre | Émirats arabes unis | 2 | 0 | Indonésie    |
|             | Koweït              | 2 | 0 | Corée du Sud |

| 4 décembre 1996 | Émirats arabes unis | 1 - 1 | Corée du Sud      | Stade Sheikh Zayed, Abou Dabi                     |                                                   |
| 16:45           | Saad 40e            |       | 9e Hwang Sun-hong | Spectateurs : 35 000 Arbitrage : Pirom Un-Prasert | Spectateurs : 35 000 Arbitrage : Pirom Un-Prasert |

| 4 décembre 1996 | Indonésie             | 2 - 2 | Koweït                             | Stade Sheikh Zayed, Abou Dabi                    |                                                  |
| 18:45           | Purta 20e · Wabia 40e |       | 73e Al-Saqer · 84e (pen.) Al-Dakhi | Spectateurs : 15 000 Arbitrage : Jamal Al Sharif | Spectateurs : 15 000 Arbitrage : Jamal Al Sharif |

| 7 décembre 1996 | Émirats arabes unis                   | 3 - 2 | Koweït           | Stade Sheikh Zayed, Abou Dabi                     |                                                   |
| 16:45           | Ahmed 53e · Al-Talyani 55e · Saad 80e |       | 9e, 44e Al-Huwdi | Spectateurs : 15 000 Arbitrage : Charles Massembé | Spectateurs : 15 000 Arbitrage : Charles Massembé |

| 7 décembre 1996 | Corée du Sud                                                | 4 - 2 | Indonésie             | Stade Sheikh Zayed, Abou Dabi                  |                                                |
| 19:00           | Kim Do-hoon 5e · Hwang Sun-hong 7e, 15e · Koo Jeon-woon 55e |       | 58e Wabia · 65e Purta | Spectateurs : 2 000 Arbitrage : Shamsul Maidin | Spectateurs : 2 000 Arbitrage : Shamsul Maidin |

| 10 décembre 1996 | Émirats arabes unis        | 2 - 0 | Indonésie | Stade Sheikh Zayed, Abou Dabi           |                                         |
| 16:45            | Ahmed 14e · Al-Talyani 65e |       |           | Spectateurs : 10 000 Arbitrage : Jun Lu | Spectateurs : 10 000 Arbitrage : Jun Lu |

| 10 décembre 1996 | Koweït                      | 2 - 0 | Corée du Sud | Stade Sheikh Zayed, Abou Dabi                       |                                                     |
| 19:00            | Al-Huwdi 60e · Abdullah 87e |       |              | Spectateurs : 3 000 Arbitrage : Mohd Nazri Abdullah | Spectateurs : 3 000 Arbitrage : Mohd Nazri Abdullah |

### Groupe B
| Groupe B |                 |     |   |   |   |   |    |    |      |
|          | Équipe          | Pts | J | G | N | P | BP | BC | Diff |
| 1        | Iran            | 6   | 3 | 2 | 0 | 1 | 7  | 3  | +4   |
| 2        | Arabie saoudite | 6   | 3 | 2 | 0 | 1 | 7  | 3  | +4   |
| 3        | Irak            | 6   | 3 | 2 | 0 | 1 | 6  | 3  | +3   |
| 4        | Thaïlande       | 0   | 3 | 0 | 0 | 3 | 2  | 13 | -11  |

| 5 décembre  | Arabie saoudite | 6 | 0 | Thaïlande       |
|             | Iran            | 1 | 2 | Irak            |
| 8 décembre  | Arabie saoudite | 1 | 0 | Irak            |
|             | Iran            | 3 | 1 | Thaïlande       |
| 11 décembre | Iran            | 3 | 0 | Arabie saoudite |
|             | Irak            | 4 | 1 | Thaïlande       |

| 5 décembre 1996 | Arabie saoudite                                                                          | 6 - 0 | Thaïlande | Stade Al-Maktoum, Dubaï                           |                                                   |
| 16:45           | Al-Temawi 10e (pen.), 29e (pen.) · Al-Mehallel 15e, 54e · Al-Muwallid 18e · Al-Jaber 52e |       |           | Spectateurs : 5 000 Arbitrage : Gamal Al-Ghandour | Spectateurs : 5 000 Arbitrage : Gamal Al-Ghandour |

| 5 décembre 1996 | Iran            | 1 - 2 | Irak                   | Stade Al-Maktoum, Dubaï                          |                                                  |
| 19:00           | Daei 90e (pen.) |       | 37e Fawzi · 69e Sabbar | Spectateurs : 15 000 Arbitrage : Masayoshi Okada | Spectateurs : 15 000 Arbitrage : Masayoshi Okada |

| 8 décembre 1996 | Arabie saoudite | 1 - 0 | Irak | Stade Al-Maktoum, Dubaï                      |                                              |
| 16:45           | Al-Mehallel 26e |       |      | Spectateurs : 12 000 Arbitrage : Ali Bujsaim | Spectateurs : 12 000 Arbitrage : Ali Bujsaim |

| 8 décembre 1996 | Iran                                  | 3 - 1 | Thaïlande     | Stade Al-Maktoum, Dubaï                 |                                         |
| 19:00           | Saadavi 38e · Minavand 54e · Daei 70e |       | 80e Senamuang | Spectateurs : 12 000 Arbitrage : Jun Lu | Spectateurs : 12 000 Arbitrage : Jun Lu |

| 11 décembre 1996 | Iran                               | 3 - 0 | Arabie saoudite | Stade Al-Maktoum, Dubaï                          |                                                  |
| 16:45            | Daei 12e · Bagheri 37e · Azizi 47e |       |                 | Spectateurs : 12 000 Arbitrage : Masayoshi Okada | Spectateurs : 12 000 Arbitrage : Masayoshi Okada |

| 11 décembre 1996 | Irak                                | 4 - 1 | Thaïlande      | Stade Al-Maktoum, Dubaï                       |                                               |
| 19:00            | Mahmoud 17e, 50e · Hussein 23e, 63e |       | 26e Chalermsan | Spectateurs : 3 000 Arbitrage : Kim Young-Joo | Spectateurs : 3 000 Arbitrage : Kim Young-Joo |

### Groupe C
| Groupe C |             |     |   |   |   |   |    |    |      |
|          | Équipe      | Pts | J | G | N | P | BP | BC | Diff |
| 1        | Japon       | 9   | 3 | 3 | 0 | 0 | 7  | 1  | +6   |
| 2        | Chine       | 3   | 3 | 1 | 0 | 2 | 3  | 3  | 0    |
| 3        | Syrie       | 3   | 3 | 1 | 0 | 2 | 3  | 6  | -3   |
| 4        | Ouzbékistan | 3   | 3 | 1 | 0 | 2 | 3  | 6  | -3   |

| 6 décembre  | Japon | 2 | 1 | Syrie       |
|             | Chine | 0 | 2 | Ouzbékistan |
| 9 décembre  | Japon | 4 | 0 | Ouzbékistan |
|             | Chine | 3 | 0 | Syrie       |
| 12 décembre | Japon | 1 | 0 | Chine       |
|             | Syrie | 2 | 1 | Ouzbékistan |

| 6 décembre 1996 | Japon                        | 2 - 1 | Syrie       | Tahnoun Bin Mohamed Stadium, Al Ain                  |                                                      |
| 16:45           | Abbas 85e (csc) · Takagi 88e |       | 8e Jokhadar | Spectateurs : 10 000 Arbitrage : Mohd Nazri Abdullah | Spectateurs : 10 000 Arbitrage : Mohd Nazri Abdullah |

| 6 décembre 1996 | Chine | 0 - 2 | Ouzbékistan                  | Tahnoun Bin Mohamed Stadium, Al Ain                  |                                                      |
| 19:00           |       |       | 78e Shkvyrin · 90e Shatskikh | Spectateurs : 3 000 Arbitrage : Abdul Rahman Al-Zeid | Spectateurs : 3 000 Arbitrage : Abdul Rahman Al-Zeid |

| 9 décembre 1996 | Japon                                    | 4 - 0 | Ouzbékistan | Tahnoun Bin Mohamed Stadium, Al Ain          |                                              |
| 16:45           | Nanami 7e · Miura 37e · Maezono 86e, 90e |       |             | Spectateurs : 3 000 Arbitrage : Jalal Moradi | Spectateurs : 3 000 Arbitrage : Jalal Moradi |

| 9 décembre 1996 | Chine                                      | 3 - 0 | Syrie | Tahnoun Bin Mohamed Stadium, Al Ain           |                                               |
| 19:00           | Ma Mingyu 35e · Gao Feng 49e · Li Bing 73e |       |       | Spectateurs : 2 000 Arbitrage : Kim Young-Joo | Spectateurs : 2 000 Arbitrage : Kim Young-Joo |

| 12 décembre 1996 | Japon    | 1 - 0 | Chine | Tahnoun Bin Mohamed Stadium, Al Ain                  |                                                      |
| 16:45            | Sōma 90e |       |       | Spectateurs : 2 000 Arbitrage : Abdul Rahman Al-Zeid | Spectateurs : 2 000 Arbitrage : Abdul Rahman Al-Zeid |

| 9 décembre 1996 | Syrie                  | 2 - 1 | Ouzbékistan        | Tahnoun Bin Mohamed Stadium, Al Ain         |                                             |
| 19:00           | Jokhadar 48e · Dib 74e |       | 53e (pen.) Lebedev | Spectateurs : 2 000 Arbitrage : Ali Bujsaim | Spectateurs : 2 000 Arbitrage : Ali Bujsaim |

### Classement des troisièmes
Les 2 meilleurs troisièmes sont repêchés afin de compléter le tableau des quarts de finale, en fonction du classement suivant :
| Classement des troisièmes de groupe |              |     |   |   |   |   |    |    |      |
|                                     | Équipe       | Pts | J | G | N | P | BP | BC | Diff |
| 1                                   | Irak         | 6   | 3 | 2 | 0 | 1 | 6  | 3  | +3   |
| 2                                   | Corée du Sud | 4   | 3 | 1 | 1 | 1 | 5  | 5  | 0    |
| 3                                   | Syrie        | 3   | 3 | 1 | 0 | 2 | 3  | 6  | -3   |

La Corée du Sud et l'Irak sont qualifiés pour les 1/4 de finale.

## Tableau final
|  | Quarts de finale             | Quarts de finale             |                              |                              | Demi-finales                 | Demi-finales                 |       |  | Finale                       | Finale                       |
|  | Quarts de finale             | Quarts de finale             |                              |                              | Demi-finales                 | Demi-finales                 |       |  | Finale                       | Finale                       |
|  |                              |                              |                              |                              |                              |                              |       |  |                              |                              |
|  | 15 décembre 1996 - Abou Dabi | 15 décembre 1996 - Abou Dabi |                              |                              | 18 décembre 1996 - Abou Dabi | 18 décembre 1996 - Abou Dabi |       |  | 21 décembre 1996 - Abou Dabi | 21 décembre 1996 - Abou Dabi |
|  | 15 décembre 1996 - Abou Dabi | 15 décembre 1996 - Abou Dabi |                              |                              | 18 décembre 1996 - Abou Dabi | 18 décembre 1996 - Abou Dabi |       |  | 21 décembre 1996 - Abou Dabi | 21 décembre 1996 - Abou Dabi |
|  | Émirats arabes unis b.e.o.   | 1                            |                              |                              | 18 décembre 1996 - Abou Dabi | 18 décembre 1996 - Abou Dabi |       |  | 21 décembre 1996 - Abou Dabi | 21 décembre 1996 - Abou Dabi |
|  | Émirats arabes unis b.e.o.   | 1                            |                              |                              | 18 décembre 1996 - Abou Dabi | 18 décembre 1996 - Abou Dabi |       |  | 21 décembre 1996 - Abou Dabi | 21 décembre 1996 - Abou Dabi |
|  | Irak                         | 0                            |                              |                              | 18 décembre 1996 - Abou Dabi | 18 décembre 1996 - Abou Dabi |       |  | 21 décembre 1996 - Abou Dabi | 21 décembre 1996 - Abou Dabi |
|  | Irak                         | 0                            | Émirats arabes unis          | 1                            |                              |                              |       |  | 21 décembre 1996 - Abou Dabi | 21 décembre 1996 - Abou Dabi |
|  | 15 décembre 1996 - Al Ain    |                              | Émirats arabes unis          | 1                            |                              |                              |       |  | 21 décembre 1996 - Abou Dabi | 21 décembre 1996 - Abou Dabi |
|  |                              | Koweït                       | 0                            |                              |                              |                              |       |  | 21 décembre 1996 - Abou Dabi | 21 décembre 1996 - Abou Dabi |
|  | Japon                        | Koweït                       | 0                            | 0                            |                              |                              |       |  | 21 décembre 1996 - Abou Dabi | 21 décembre 1996 - Abou Dabi |
|  | Japon                        |                              |                              | 0                            |                              |                              |       |  | 21 décembre 1996 - Abou Dabi | 21 décembre 1996 - Abou Dabi |
|  | Koweït                       | 2                            |                              |                              |                              |                              |       |  | 21 décembre 1996 - Abou Dabi | 21 décembre 1996 - Abou Dabi |
|  | Koweït                       | 2                            | Émirats arabes unis          | 0 (2)                        |                              |                              |       |  |                              |                              |
|  | 16 décembre 1996 - Dubaï     |                              | Émirats arabes unis          | 0 (2)                        |                              |                              |       |  |                              |                              |
|  |                              | Arabie saoudite t.a.b.       | 0 (4)                        |                              |                              |                              |       |  |                              |                              |
|  | Corée du Sud                 | Arabie saoudite t.a.b.       | 0 (4)                        | 2                            |                              |                              |       |  |                              |                              |
|  | Corée du Sud                 | 18 décembre 1996 - Abou Dabi |                              | 2                            |                              |                              |       |  |                              |                              |
|  | Iran                         | 6                            |                              |                              |                              |                              |       |  |                              |                              |
|  | Iran                         | 6                            | Iran                         | 0 (3)                        |                              |                              |       |  |                              |                              |
|  | 16 décembre 1996 - Abou Dabi | 16 décembre 1996 - Abou Dabi | Iran                         | 0 (3)                        | Match pour la 3e place       | Match pour la 3e place       |       |  |                              |                              |
|  | 16 décembre 1996 - Abou Dabi | 16 décembre 1996 - Abou Dabi |                              | Arabie saoudite t.a.b.       | Match pour la 3e place       | Match pour la 3e place       | 0 (4) |  |                              |                              |
|  | Arabie saoudite              | 4                            | 21 décembre 1996 - Abou Dabi | 21 décembre 1996 - Abou Dabi |                              |                              | 0 (4) |  |                              |                              |
|  | Arabie saoudite              | 4                            | 21 décembre 1996 - Abou Dabi | 21 décembre 1996 - Abou Dabi |                              |                              |       |  |                              |                              |
|  | Chine                        | 3                            |                              | Koweït                       | 1 (2)                        |                              |       |  |                              |                              |
|  | Chine                        | 3                            |                              | Koweït                       | 1 (2)                        |                              |       |  |                              |                              |
|  |                              |                              |                              |                              |                              |                              |       |  | Iran t.a.b.                  | 1 (3)                        |
|  |                              |                              |                              |                              |                              |                              |       |  | Iran t.a.b.                  | 1 (3)                        |

### Quarts de finale
| 15 décembre 1996 | Émirats arabes unis | 1 - 0 b.e.o. | Irak | Stade Sheikh Zayed, Abou Dabi |                               |
| 16:45            | Ab. Ibrahim 103e    |              |      | Arbitrage : Gamal Al-Ghandour | Arbitrage : Gamal Al-Ghandour |

| 15 décembre 1996 | Koweït            | 2 - 0 | Japon | Stade Tahnoun Bin Mohamed, Al Ain |                              |
| 19:30            | Al-Huwdi 17e, 54e |       |       | Arbitrage : Pirom Un-Prasert      | Arbitrage : Pirom Un-Prasert |

| 16 décembre 1996 | Iran                                                     | 6 - 2 | Corée du Sud                        | Stade Al-Maktoum, Dubaï     |                             |
| 16:45            | Bagheri 30e · Azizi 51e · Daei 66e, 76e, 83e, 88e (pen.) |       | 11e Kim Do-hoon · 34e Shin Tae-yong | Arbitrage : Jamal Al Sharif | Arbitrage : Jamal Al Sharif |

| 16 décembre 1996 | Arabie saoudite                                       | 4 - 3 | Chine                   | Stade Sheikh Zayed, Abou Dabi   |                                 |
| 19:30            | Al-Thuniyan 31e, 65e · Al-Jaber 34e · Al-Mehallel 43e |       | 6e 89e Zhang · 16e Peng | Arbitrage : Mohd Nazri Abdullah | Arbitrage : Mohd Nazri Abdullah |

### Demi-finales
| 18 décembre 1996 | Émirats arabes unis | 1 - 0 | Koweït | Stade Sheikh Zayed, Abou Dabi                    |                                                  |
| 16:45            | Ahmed 69e           |       |        | Spectateurs : 55 000 Arbitrage : Masayoshi Okada | Spectateurs : 55 000 Arbitrage : Masayoshi Okada |

| 18 décembre 1996 | Arabie saoudite                                                      | 0 - 0 a.p.        | Iran                                                       | Stade Sheikh Zayed, Abou Dabi                      |                                                    |
| 19:00            |                                                                      |                   |                                                            | Spectateurs : 35 000 Arbitrage : Gamal Al-Ghandour | Spectateurs : 35 000 Arbitrage : Gamal Al-Ghandour |
| 19:00            | · Al-Temawi · Sulimani · Zubromawi · Al-Muwallid · Al-Harbi · Madani | Tirs au but 4 - 3 | · Daei · Peyrovani · Yazdani · Estili · Bagheri · Khakpour | Spectateurs : 35 000 Arbitrage : Gamal Al-Ghandour | Spectateurs : 35 000 Arbitrage : Gamal Al-Ghandour |

### Match pour la3eplace
| 21 décembre 1996 | Iran                                       | 1 - 1 a.p.        | Koweït                                                         | Stade Sheikh Zayed, Abou Dabi                  |                                                |
| 16:45            | Daei 38e                                   |                   | 15e Al-Huwdi                                                   | Spectateurs : 60 000 Arbitrage : Kim Young-Joo | Spectateurs : 60 000 Arbitrage : Kim Young-Joo |
| 16:45            | · Moharrami · Estili · Peyrovani · Bagheri | Tirs au but 3 - 2 | · Al-Halabeej · Abdullah · Al-Lenqawi · Abdulrahman · Al-Huwdi | Spectateurs : 60 000 Arbitrage : Kim Young-Joo | Spectateurs : 60 000 Arbitrage : Kim Young-Joo |

### Finale
| 21 décembre 1996 | Arabie saoudite                                                | 0 - 0 a.p.        | Émirats arabes unis          | Stade Sheikh Zayed, Abou Dabi                        |                                                      |
| 19:35            |                                                                |                   |                              | Spectateurs : 60 000 Arbitrage : Mohd Nazri Abdullah | Spectateurs : 60 000 Arbitrage : Mohd Nazri Abdullah |
| 19:35            | · Al-Thuniyan · Zubromawi · Al-Harbi · Al-Temawi · Al-Muwallid | Tirs au but 4 - 2 | · Ali · Saleh · Saad · Saeed | Spectateurs : 60 000 Arbitrage : Mohd Nazri Abdullah | Spectateurs : 60 000 Arbitrage : Mohd Nazri Abdullah |

## Résultats
| Coupe d'Asie 1996 Vainqueur Arabie saoudite 3e titre |

## Meilleurs buteurs
8 buts
- Ali Daei

6 buts
- Jasem Al-Huwdi

4 buts
- Fahad Al-Mehallel

3 buts
- Hwang Sun-hong
- Hassan Ahmed